# 隐喻
隐喻（英語：Metaphor），或称暗喻，是用在比较两个无关事物，制造的一个修辞的转义。通常，第一个事物不可以被描述成作为第二个物体。以这种方法，第一个对象不可能很容易用第二物体来描述。不过，隐喻是总描述一物体的特性；有时使用它完全是由于审美原因。認知語言學家通常認為隱喻有認知上的功能，但有些人認為認知類的隱喻以類比一詞替代來較為恰當。據信所有的人類語言都可以使用隱喻和修辭进行语言组织，使用隱喻和修辭是普世文化通則的一部分。

## 辭源
隱喻在希臘文中原意「轉換」。希臘辭源「 meta」（之間）及「 phero」（帶有）之意。因此，隱喻在英文中就有其隱喻式的意涵，暗指「將意義由某事物轉移側（至）另一事物」。
有趣的是，現代希臘文中，「metaphor」是被用來指把行李移到馬車或電車上的載運工具；所以在希臘機場的訪客會發現他們用「metaphor」來運送行李。

## 歷史
隱喻存在於最早的書寫文本，從吉爾伽美什史詩開始：
|                   | 我的朋友，那迅速的騾，在山野之間奔馳而過，是野地的同夥。我們聚在一起同去山中，與天上的神牛爭戰並殺了牠，並打敗了住在Cedar森林的Hambaba。現在何以讓沉睡擄掠了你呢？ |
| ——T. Kovacs, 1989 | |

在此例中，詩人的朋友被比喻成一隻騾和一個夥伴，表示詩人在他朋友的身上看到了這些特質。

## 組成
I. A. Richards 1936年的著作《修辭的哲學》一書中指出，隱喻的組成有三部分：1.喻體（Tenor），指作者欲描述之主題；2.喻依（vehicle），指的是用來描述意義的憑借；3.喻詞，指用來連結喻體和喻依的補助詞。
|            | 世界是舞台；男人和女人都是演戲的人；他們都有各自的出場及下場。 |
| ——莎士比亞 |                                                                |

這句莎士比亞名言是隱喻的好例子。莎翁說，世界被用來與舞台作比較，其目的是用「舞台」較通俗的意義來描述「世界」這個概念，與中國人說的「人生如戲」有異曲同工之妙。而在此例中，「世界」是喻體（tenor）而舞台是喻依（vehicle）；而「男人」與「女人」是第二層次的喻體，「演戲的人」則是用來描述「男人」與「女人」的憑借，「是」則是喻詞。
第三句則將憑借中的屬性投射到喻體上。喻體與喻依類似或相同的屬性就是聯繫兩者的地基（ground）。例如，在「人生如戲」的隱喻當中，人生是喻體，戲是憑借，而「生、死」和「出場、下場」就是連結兩者的地基。

## 判斷標準
凡是看到句中存在「是、為、乃......」即可能屬於隐喻
例：
|                                | 村舍與樹林是這地盤上的棋子 |
| ——出自徐志摩《我所知道的康橋》 |                            |

|                      | 文章是案頭之山水，山水是地上之文章 |
| ——出自張潮《幽夢影》 |                                    |

## 與其它修辭法的關聯
明喻simile跟隱喻類似，兩者都是將某一事物與另一事物作比較。但隱喻是不直接的比較，而明喻則以「像是」或「比較」等字眼明示主體與載體之間的比較。因此，隱喻有較強的宣示意涵，即將主體與載體畫上等號，較可能造成意義上的混淆；但明喻則明白指出主體與載體之間的比較關係。
轉喻metonymy或假喻（中文修辭）類似於同義字的取代。轉喻不是將載體的某特質轉移到主體上，而是以本來就存在的關聯指出來。例如「過盡千帆皆不是」詩句中以「帆」喻「船」的方法。
寓言allegory是散文或詩章的延伸，具有意在言外的特性。例如伊索寓言。可以稱之為較婉轉的一類隱喻。